# Rafa Vecina
Rafael « Rafa » Vecina Aceijas, né le 26 avril 1964, à Badalone, en Espagne, est un ancien joueur espagnol de basket-ball. Il évolue durant sa carrière au poste d'ailier fort. 